# Guldberg-Regel
Die Guldberg-Regel, benannt nach Cato Maximilian Guldberg, besagt, dass der Normalsiedepunkt {\displaystyle T_{\mathrm {s} }} eines Stoffes bei etwa zwei Drittel der kritischen Temperatur {\displaystyle T_{\mathrm {k} }} liegt:
{\displaystyle T_{\mathrm {s} }\approx {\frac {2}{3}}\,T_{\mathrm {k} }}
Diese Regel ist eine grobe Näherung der tatsächlichen Beziehung. Die Konstante {\displaystyle {\frac {T_{\mathrm {s} }}{T_{\mathrm {k} }}}}, zumeist mit Θ bezeichnet, ist stoffspezifisch und nimmt Werte zwischen 0,36 und 0,81 an. Die Schätzung über die Guldberg-Regel kann bei Metallen bis zu 5000 K abweichen.
Die Lydersen-Methode versucht den Wert von Θ für organische Verbindungen auf Grundlage der chemischen Struktur genauer abzuschätzen und erreicht damit eine höhere Genauigkeit.

## TypischeTs/Tk-Verhältnisse
|             | Normalsiedepunkt | Kritische Temperatur | Verhältnis |
| ----------- | ---------------- | -------------------- | ---------- |
| Quecksilber | 630 K            | 1750 K               | 0,36       |
| Wolfram     | 5828 K0          | 13892 K0             | 0,42       |
| Wasser      | 373 K            | 647 K                | 0,58       |
| Benzol      | 353 K            | 562 K                | 0,63       |
| Aceton      | 329 K            | 508 K                | 0,65       |
| Essigsäure  | 391 K            | 594 K                | 0,66       |
| Ethanol     | 351 K            | 516 K                | 0,68       |
| Nonan       | 424 K            | 595 K                | 0,71       |
| Helium      | 4,22 K           | 5,19 K               | 0,81       |